# In Medias Res
«In Medias Res» — другий студійний альбом німецького симфонічного павер-метал-гурту Krypteria. Реліз відбувся 25 липня 2005 через лейбл Synergy Records та EMI Records.

## Список композицій
Автор музики і слів Кріс Сімонс та Ес. Сі. Кашнерус, окрім вказаних. 
| #   | Назва                                      | Тривалість |
| --- | ------------------------------------------ | ---------- |
| 1.  | «Victoriam Speramus»                       | 3:55       |
| 2.  | «Will You Be There for Me»                 | 4:43       |
| 3.  | «Why»                                      | 4:43       |
| 4.  | «No More Lies»                             | 3:45       |
| 5.  | «Quae Laetitia»                            | 4:38       |
| 6.  | «Always and Forever»                       | 4:37       |
| 7.  | «Concordia»                                | 4:01       |
| 8.  | «Save Me»                                  | 3:26       |
| 9.  | «Animus Liber» (Френк Стамфолль, Кашнерус) | 5:00       |
| 10. | «You & I» (Сімонс, Джі-Інь Чо, Кашнерус)   | 5:07       |
| 11. | «Going My Way»                             | 3:10       |
| 12. | «The Tears I Cry» (Сімонс, Чо, Кашнерус)   | 3:57       |
| 13. | «Carol of the Bells» (бонусний трек)       | 2:48       |

## Учасники запису
- Джі-Інь Чо — вокал
- Кріс Сімонс — гітара
- Френк Стамфолль — бас-гітара
- Ес. Сі. Кашнерус — ударні

## Чарти
| Чарт (2005)           | Місце |
| --------------------- | ----- |
| Austrian Albums Chart | 86    |
| German Albums Chart   | 66    |